# ГП1
ГП1 (Газотурбовоз Пассажирский, 1 тип) — серия опытных советских газотурбинных  тепловозов с электрической передачей, выпущенных в 1964 году Коломенским тепловозостроительным заводом в количестве 2 единиц. Газотурбовоз был спроектирован на основе пассажирского тепловоза ТЭП60.

## История

### Проектирование
В 1959 г. на Коломенском тепловозостроительном заводе им. В. В. Куйбышева была построена опытная секция грузового газотурбовоза Г1, и вскоре на заседании Комитета Научно-технического совета МПС  было решено построить ещё два пассажирских газотурбовоза для более быстрого накопления опыта эксплуатации таких локомотивов.
Однако их проектирование и изготовление начались лишь в 1963 г. Причин такой паузы было несколько: разный взгляд на экономическую эффективность газотурбовозов по сравнению с тепловозами у специалистов, от которых в той или иной степени зависело решение вопроса о начале работ по новым газотурбовозам; весьма ограниченный опыт эксплуатации газотурбовоза Г1-01; прекращение заказов газотурбовозов железными дорогами США; сокращение участков железнодорожной сети СССР, обслуживаемых паровозами и более подходящих для введения газотурбовозов, чем участки с тепловозной и тем более электрической тягой.
При создании новых локомотивов за основу было решено использовать кузов и электрооборудование тепловоза ТЭП60, а вместо дизеля установить газотурбинную силовую установку, аналогичную установке газотурбовоза Г1. В конце 1964 г. завод закончил изготовление двух пассажирских газотурбовозов, получивших обозначения ГП1-0001 и ГП1-0002.
Работы по созданию газотурбовозов начались в период освоения производства тепловозов серии ТЭЗ, когда ещё не было тепловозов с дизелями мощностью 3000 л.с. в одной секции. В то время предполагалось, что удастся спроектировать и построить газотурбовозы с техническими характеристиками, позволяющими эксплуатировать их с большим экономическим эффектом, нежели тепловозы. Однако созданные к 1965 г. газотурбовозы в этом отношении уступали уже имевшимся тепловозам серий ТЭ10 и ТЭП60 с дизелями мощностью по 3000 л.с.

### Эксплуатация
В начале 1965 г. газотурбовоз ГП1-0002 поступил для испытаний на экспериментальное кольцо ВНИИЖТа. В конце 1965 года оба локомотива были переданы для опытной эксплуатации в депо Льгов вместе с газотурбовозом Г1-01. Также для сравнения показателей трех опытных газотурбовозов с показателями дизельных локомотивов при работе в одинаковых условиях в депо Льгов были направлены тепловозы серии ТЭП60.
Газотурбовозы ГП1 первоначально водили пассажирские поезда на участке Льгов — Киев (395 км), но после завершения электрификации в 1967 г. участка Киев — Конотоп — Хутор Михайловский они стали ходить с поездами только до Конотопа (174 км). Также пассажирские газотурбовозы обслуживали участки Льгов — Брянск (208 км), Льгов — Готня (122 км), Льгов — Курск (78 км), а также водили пригородные поезда, в частности, на участке Льгов — Рыльск (64 км). Одновременно газотурбовоз Г1-01 работал с грузовыми поездами в основном на участке Льгов — Брянск, а также Льгов — Готня, Льгов — Курск и Льгов — Ворожба (99 км). Однако, в то время как грузовой газотурбовоз водил поезда достаточно редко (3—4 поездки в месяц), пассажирские эксплуатировались регулярно, наравне с приписанными к депо тепловозами серии ТЭП60. В результате пробег у газотурбовозов ГП1 оказался в 3—4 раза выше, чем у Г1-01.
К недостаткам газотурбовозов по сравнению с тепловозами относились, прежде всего, больший расход топлива и высокий уровень внешнего шума (в кабинах машиниста шум был в пределах нормы благодаря наличию звукоизоляции). К тому же мощность газотурбовозов в процессе эксплуатации использовалась не полностью, особенно при работе с пригородными поездами. Указанные недостатки, а также утрата у завода-изготовителя интереса к газотурбовозам и, как следствие, ухудшение снабжения депо запасными частями привели к тому, что опытные локомотивы в начале 70-х годов были отстранены от поездной работы, а через несколько лет исключены из инвентаря.
Одновременно с прекращением эксплуатации опытных газотурбовозов, приписанных к депо Льгов, МПС, выполняя поручение Совета Министров, рассмотрело вопросы, связанные с применением газотурбинных двигателей для тяги поездов. В докладе Совету Министров от 22 апреля 1971 г. за подписью министра путей сообщения Б.П.Бещева было сказано, что использование газовой турбины в качестве первичного двигателя на автономном локомотиве целесообразно при условии, если газотурбинная установка будет иметь коэффициент полезного действия на номинальном режиме около 32 % и приемлемый расход топлива на холостом ходу или частичных нагрузках. Выпускавшиеся в то время газотурбинные двигатели этим требованиям не удовлетворяли, поэтому решение проблемы зависело от создания транспортной газотурбинной установки. Так как пути создания газотурбинной установки с необходимыми для газотурбовозов параметрами найти не удалось, то дальнейшие работы по этому виду локомотивов были прекращены.
После списания газотурбовозы были разукомплектованы и длительное время находились в депо Льгов, и к началу 90-х годов они находились в достаточно плачевном состоянии. Вскоре они были разрезаны на металлолом и в настоящее время не сохранились.

## Конструкция
Газотурбовозы ГП1 имели кузова (с незначительными конструктивными изменениями), тележки, тяговые электродвигатели ЭД-105А и редукторы пассажирских тепловозов серии ТЭП60. В результате около 43 % деталей этих локомотивов оказались одинаковыми с деталями ТЭП60.
В качестве первичного двигателя на локомотивах были установлены одновальные газотурбинные установки ГП-3,5 открытого цикла без регенерации номинальной мощностью 3500 л.с., такие же, как последние установки газотурбовоза Г1-01. Передача энергии от газотурбинного двигателя к колесным парам была выполнена электрической, для чего на каждом газотурбовозе были установлены три тяговых генератора постоянного тока МПТ-74/23Б с независимым возбуждением и самовентиляцией номинальной мощностью 667 кВт (частота вращения якоря 1800 об/мин, напряжение при длительном режиме 470 В, максимальное 700 В, ток 1420 А). Генераторы соединялись с валом газотурбинного двигателя через редукторы с передаточным числом 185:39 = 4,74. Два генератора с общим валом составляли двухмашинный агрегат, третий генератор представлял собой отдельную электрическую машину. От его вала приводился возбудитель ВТ127/120А, отличавшийся по конструкции от возбудителя ВТ275/120А газотурбовоза Г1-01, но имевший с ним одинаковые электрические параметры. К каждому тяговому генератору присоединялись два тяговых электродвигателя, включенных параллельно. Кроме полного возбуждения, можно было получить две ступени ослабленного — 45—48 % и 67—71 %.
Для маневров без пуска газотурбинной установки на локомотивах имелся четырехтактный V-образный 12-цилиндровый дизель 1Д12 Барнаульского завода. Диаметр цилиндров дизеля равнялся 150 мм, ход поршней — 180 и 186,7 мм. При частоте вращения вала 1500 об/мин дизель развивал мощность 300 л. с. Он приводил во вращение якорь маневрового генератора МПТ-49/25-ЗК мощностью 195 кВт (450 В, 434 А) и вспомогательный генератор П-82 мощностью 24,5 кВт (110 В, 222 А). Все электрические машины были изготовлены харьковским заводом "Электротяжмаш".
На газотурбовозах были установлены кислотная аккумуляторная батарея ЗСТ-135 емкостью 270 А.ч и напряжением 96 В, холодильник для охлаждения масла газотурбинного двигателя, воды и масла дизеля, а также масла вспомогательного редуктора. Холодильник обдувался воздухом, прогонявшимся двумя вентиляторами с механическим приводом. Вентиляторы для охлаждения тяговых электродвигателей также имели механический привод. На газотурбовозах был установлен компрессор ПК-35 Первомайского тормозного завода, приводившийся от дизеля. При работе газотурбинной установки частота вращения валов дизеля и компрессора составляла 1100 об/мин.
Локомотивы были оборудованы электропневматическим и пневматическим тормозами с двусторонним нажатием тормозных колодок.
При длительном режиме газотурбовозы развивали силу тяги 12500 кгс и скорость 50 км/ч. Конструкционная скорость газотурбовозов равнялась 160 км/ч, сила тяги при этой скорости — 4000 кгс. Запас тяжелого топлива на локомотивах равнялся 8500 кг, дизельного топлива — 850 кг, масла — 700 кг, воды — 170 кг и песка — 600 кг. Рабочая масса газотурбовозов составляла 129 т.